# Noreppa ochracea
Noreppa ochracea är en fjärilsart som beskrevs av Anton Heinrich Fassl 1912. Noreppa ochracea ingår i släktet Noreppa och familjen praktfjärilar. Inga underarter finns listade i Catalogue of Life.